# Le Crime des pères
Le Crime des pères est un roman de Michel del Castillo paru le 20 janvier 1993 aux éditions du Seuil et ayant reçu le Grand prix RTL–Lire la même année.

## Éditions
- Éditions du Seuil[2], 1993  (ISBN 9782020135511).
- Éditions Points, no 198, 294 p., 1996  (ISBN 978-2020281393).